# Calamity of a Zombie Girl
Aru Zombie Shoujo no Sainan (яп. あるゾンビ少女の災難 Ару Дзомби сё:дзё но сайнан)  — ранобэ Рё Икэхаты, вышедшее в четырёх томах попарно в июне и ноябре 2012 года. Изначальная идея истории — «Пятница, 13-е», показанная от лица убийцы. Пусть даже главная героиня — жестокий зомби, но даже у неё бывают свои проблемы. В 2012 году были анонсированы аниме-адаптация ранобэ и игровой фильм по мотивам.

## Сюжет
Группа студентов похищает у мумии девушки ценный артефакт, пробуждая спящую, которая намерена вернуть свою собственность несмотря ни на какие жертвы, так как от этого предмета зависит её собственное существование.

## Персонажи
Ефросинья Студион (яп. ユーフロジーヌ・シュトゥディオン Юуфуродзину Сютодэон) — главная героиня, девушка-зомби, которой убивает студентов, чтобы вернуть «Камень жизни» — артефакт, нужный для её выживания. Дочь знатной семьи, она погибла во время внезапной аварии, но затем её отец использовал магию, чтобы вернуть её к жизни в виде зомби. Лишившись камня, Ефросинья поддерживает в себе жизнь с помощью остатков магической энергии. Являясь зомби, она вынослива и физически сильна, а также владеет боевыми искусствами, однако обычно сдерживается, чтобы сохранить оставшуюся энергию.
Сэйю: Саори Хаями
Альма V (яп. アルマ・V Арума V) — служанка Евфросиньи, она искусственный человек, оживленный той же магией, которая использовалась для возрождения своей госпожи. Она единственный и верный спутник Евфросиньи, однако, иногда жалуется на отсутствие у неё чувства самосохранения и на легкомысленное отношение к жизни. Несмотря на то, что она не так сильна, как её госпожа, Альма может превращаться в человека, которого поглотила, а также способна исцелять себя и свою госпожу.
Сэйю: Юй Огура
Сюитиро Таканаси (яп. 小鳥遊 修一郎) — преподаватель университета. Он желает познать секреты «Камень жизни». Сюитиро притворяется хорошим человеком, но на самом деле является безжалостным сумасшедшим учёным, который не выбирает средств для достижения своих целей.
Сэйю: Томокадзу Сугита
Саяка Камосида (яп. 鴨志田 沙也香) — студентка аспирантуры. Старшая в Клубе Оккультных Исследований. Тайно влюблена к Сюитиро. Именно она выкрала «Камень жизни», тем самым разбудив Ефросинью и Альму.
Сэйю: Миюки Савасиро

## Аниме
Режиссер Хидэаки Ивами. Сценарий написан Кэнъити Канэмаки, а музыкакальное сопровождение — Ко Отани. Экранизация создана на студии Gonzo совместно с Stingray.